# Drapeau de la Croix Rouge
Le Drapeau de la croix rouge de Castro-Urdiales est une régate d'aviron en banc fixe qui avait lieu annuellement à Castro Urdiales (Cantabrie).

## Histoire

### 1979
L'histoire de la régate a commencé le 8 juillet 1979 dans la baie de Castro-Urdiales. Elle a été organisée par la Société sportive d'aviron Castro-Urdiales au bénéfice de la croix rouge locale. La traînière locale ainsi que cinq autres du Pays basque ont pris part sur deux manches de trois bateaux chacune. Dans la première ont ramé Lutxana-Erandio sur la voie 1, Portugalete sur la 2 et Lutxana sur la 3. Dans la seconde manche Zumaia a ramé sur la voie 1, Castro sur la 2 et Santurtzi sur la 3. Les temps sont :
1. Zumaia : 20:56 : 9/10
2. Santurtzi : 21:11
3. Algorta : 21:17 : 8/10
4. Castro-Urdiales : 22:06
5. Portugalete : 22:43 : 3/10
6. Lutxana : 23:06

### 1980
La seconde édition a eu lieu le 18 juillet 1980 avec la participation de 6 équipages qui ont ramé en deux manches de trois. Dans la première Portugalete sur la voie 1, Santurtzi A sur la 2 et Santurtzi B sur la 3. Dans la seconde manche ont ramé Lutxana sur le voie 1, Algorta sur la 2 et Castro sur la 3. Le classement final est le suivant :
1. Santurtzi A à : 20:32 : 3/10
2. Algorta : 20:38 : 1/10
3. Castro : 20:44 : 8/10
4. Santurtzi B : 20:58 : 5/10
5. Portugalete : 21:17 : 9/10
6. Lutxana : 22:16 : 5/10

### 1981
La troisième édition a été disputée le 25 juillet 1981 et le vainqueur de cette régate est l'équipage de Zumaia barré par Joseba Aristi. Dans la première manche ont ramé Kaiku sur la voie 1, Algorta sur la 2, Hondarribia sur la 3 et Pedreña sur la 4. Dans la seconde manche Portugalete sera sur la voie 1, Mundaka sur la 2 et Donostia/Saint-Sébastien sur la 3. Dans la troisième et dernière manche ont ramé Castro, Zumaia, Astillero et Santurtzi dans cet ordre de balises. 
Les résultats sont les suivants :
1. Zumaia : 20:37 : 8/10
2. Castro : 20:44 : 7/10
3. Portugalete : 20:45 : 1/10
4. Algorta : 20:48 : 0
5. Mundaka : 20:52 : 6/10
6. Santurtzi : 20:58 : 8/10
7. Kaiku : 20:59 : 5/10
8. Donostia/Saint-Sébastien : 21:04 : 1/10
9. Hondarribia : 21:07 : 0
10. Astillero : 21:23 : 3/10
11. Pedreña : 21:36 : 2/10

Les résultats de cette année ont servi pour la réalisation des manches du Trophée Portus Amanus qui organisait sa 11e édition.

### 1982
Dans la quatrième édition se sont affrontés les clubs de Donostia, Bermeo, Kaiku et Santurtzi dans la même manche et Zumaia, Hondarribia, Algorta et Castro dans la suivante. Il a eu lieu le 24 juillet à 19 heures. Le classement final sera le suivant :
1. Algorta : 20:40 : 0
2. Zumaia : 21:03 : 3/10
3. Bermeo : 21:28 : 6/10
4. Castro : 21:29 : 2/10
5. Santurtzi : 21:38 : 2/10
6. Hondarribia : 21:40 : 1/10
7. Donostia : 21:41 : 2/10
8. Kaiku : 21:16 : 4/10

### 1983
La cinquième édition a eu lieu le 25 juillet 1983. Cette édition la traînière locale n'a pas pris part puisqu'ils n'avaient pas de rameurs suffisants pour pouvoir disputer la régate, bien qu'un groupe de vétérans participera postérieurement à quelques régates de la fin de saison. Les résultats à cette occasion sont les suivants :
1. Santurtzi : 21:31 : 6/10
2. Orio : 21:35 : 2/10
3. Zumaia : 21:50 : 6/10
4. Zierbena : 22:18 : 5/10
5. Kaiku : 22:19 : 2/10
6. Mundaka : 22:27 : 6/10
7. Algorta : 22:30 : 1/10
8. Pedreña : 22:57 : 7/10

### 1984
La sixième édition a été disputée le 30 juin 1984 et 12 traînières ont participé avec le résultat suivant :
1. Zumaia : 20:49 : 4/10
2. Castro : 21:18 : 0
3. Orio : 21:21 : 3/10
4. Algorta : 21:27 : 3/10
5. Zierbena : 22:39 : 5/10
6. Portugalete : 22:47 : 9/10
7. Kaiku : 22:50 : 8/10
8. Mundaka : 23:01 : 8/10
9. Camargo : 23:06 : 2/10
10. Fortuna : 23:13 : 4/10
11. Astillero : 23:42 : 6/10
12. Deusto : 24:48 : 5/10

## Palmarès
| Édition | Année      | Vainqueur | Second    | Troisième   |
| ------- | ---------- | --------- | --------- | ----------- |
| I       | 08-07-1979 | Zumaia    | Santurtzi | Algorta     |
| II      | 18-07-1980 | Santurtzi | Algorta   | Castro      |
| III     | 25-07-1981 | Zumaia    | Castro    | Portugalete |
| IV      | 24-07-1982 | Algorta   | Zumaia    | Bermeo      |
| V       | 25-07-1983 | Santurtzi | Orio      | Zumaia      |
| VI      | 30-06-1984 | Zumaia    | Castro    | Orio        |

### Sources et bibliographie
- (es) Cet article est partiellement ou en totalité issu de l’article de Wikipédia en espagnol intitulé « Bandera de la Cruz Roja » (voir la liste des auteurs).
- (es) Historia del Remo Castreño : Castro Urdiales 1854-2002, 2004, Éditions  Sociedad Deportiva Remo Castro Urdiales (Castro-Urdiales),  (ISBN 84-609-1381-3).